# Cerkiew Świętych Apostołów Piotra i Pawła w Sosnowicy

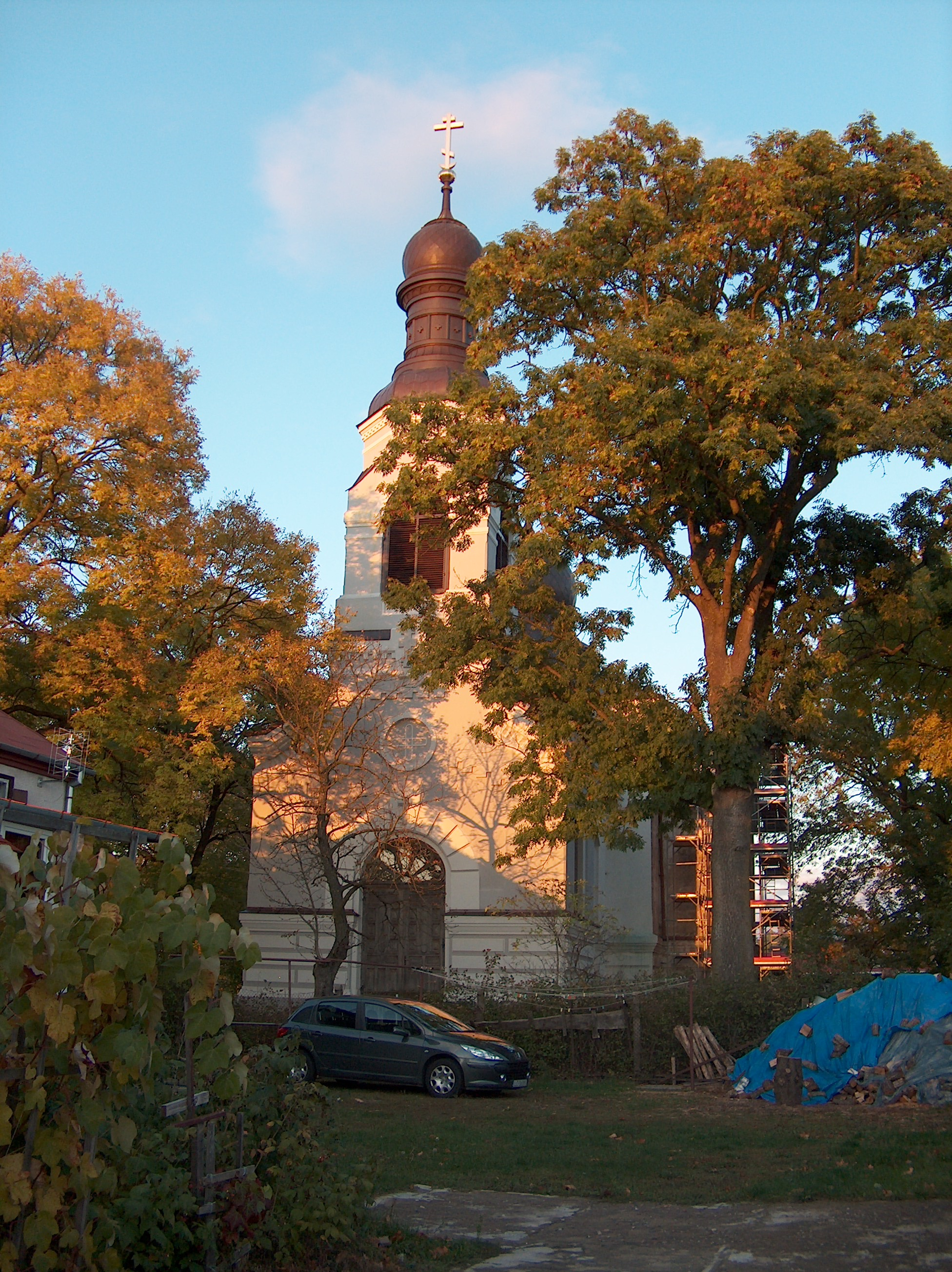
Fasada świątyni

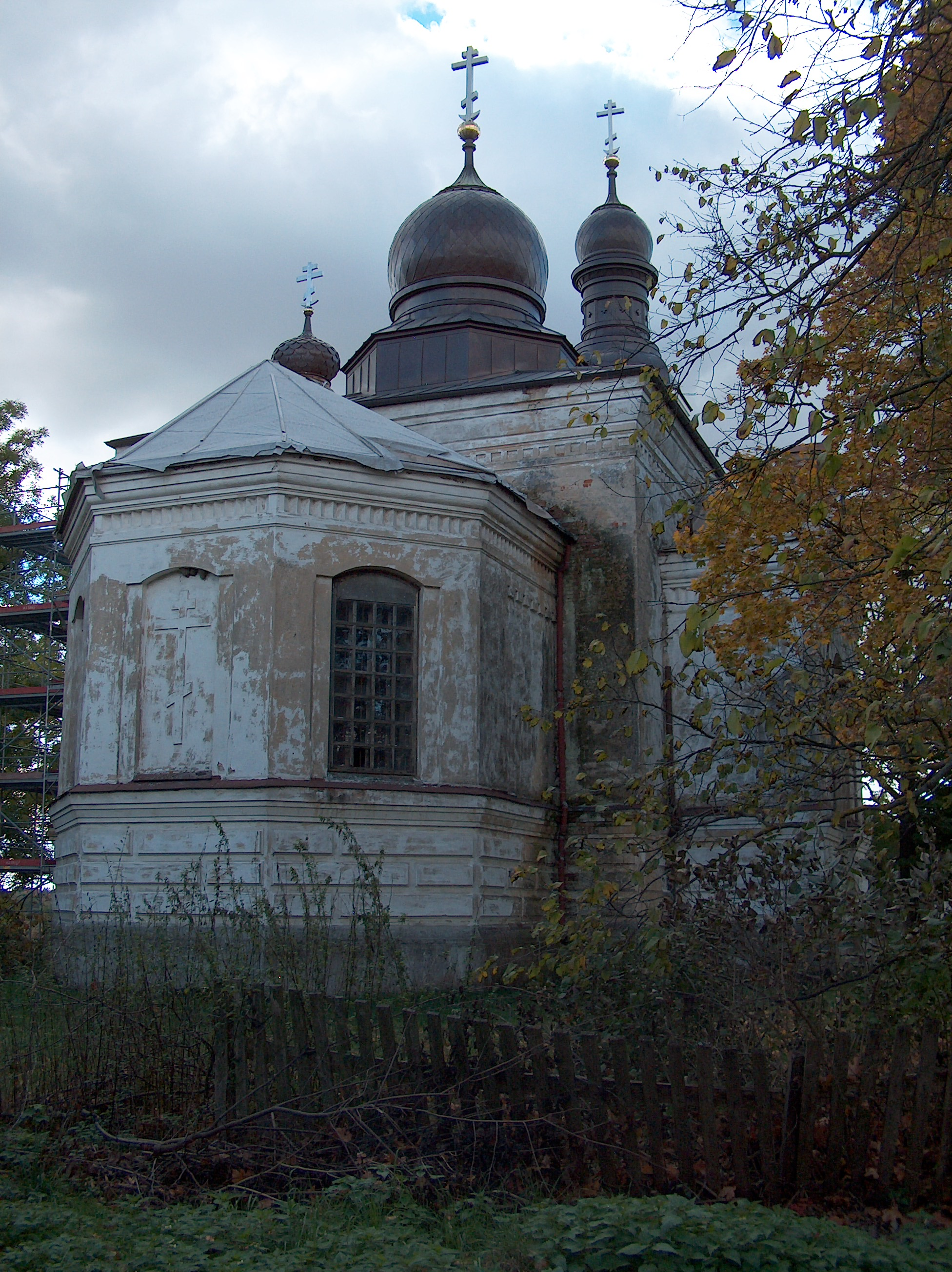
Cerkiew od strony prezbiterium

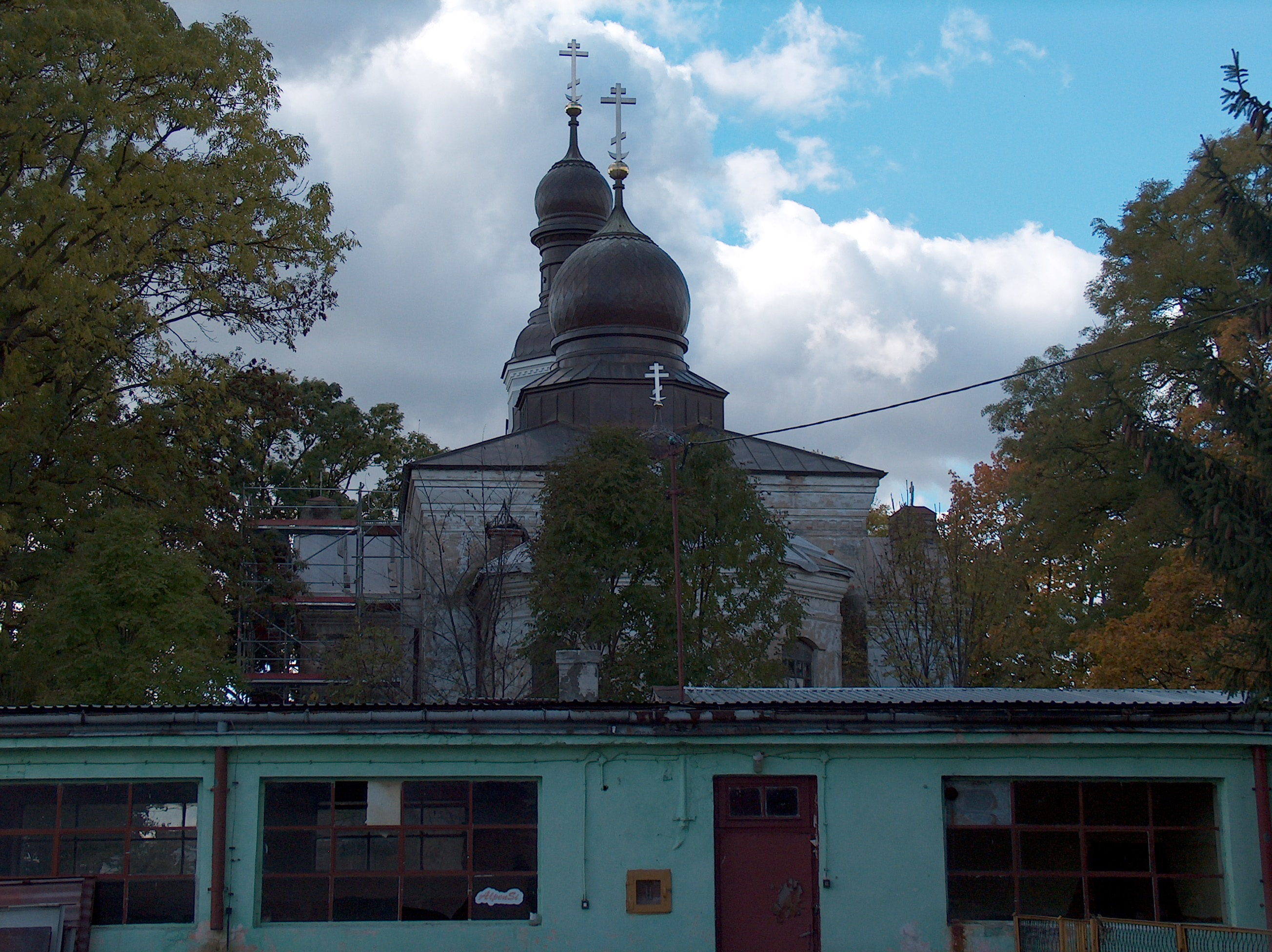

Cerkiew pod wezwaniem Świętych Apostołów Piotra i Pawła – prawosławna cerkiew filialna w Sosnowicy. Należy do parafii Podwyższenia Krzyża Pańskiego w Horostycie, w dekanacie Chełm diecezji lubelsko-chełmskiej Polskiego Autokefalicznego Kościoła Prawosławnego.
Pierwsza cerkiew prawosławna w Sosnowicy powstała w latach 1522–1544, jednak jeszcze w tym samym stuleciu uległa zniszczeniu. W 1598 w Sosnowicy powstała cerkiew unicka. Była ona siedzibą parafii do 1890, gdy z powodu złego stanu technicznego została przeniesiona na miejscowy cmentarz. Nowa świątynia została zaprojektowana przez Wiktora Syczugowa w stylu bizantyńsko-rosyjskim i zbudowana w latach 1891–1894. Była to już świątynia prawosławna, gdyż parafia sosnowicka zmieniła wyznanie w 1875, wskutek administracyjnej likwidacji unickiej diecezji chełmskiej. Cerkiew była siedzibą parafii w latach 1894–1946, z przerwą w funkcjonowaniu w latach 1915–1919, gdy miejscowa ludność prawosławna udała się na bieżeństwo. Po wywózkach prawosławnej ludności ukraińskiej w ramach wysiedleń do ZSRR i Akcji „Wisła”, świątynia została porzucona i zaadaptowana na magazyn. Większość jej zabytkowego wyposażenia uległa wówczas zniszczeniu. Po 1989 obiekt został przywrócony do użytku liturgicznego jako cerkiew filialna. Święta Liturgia jest w niej odprawiana raz w roku, w święto patronalne.
Cerkiew położona jest w centralnej części wsi, przy głównej drodze – szosie z Lublina, na zachód od rynku. W odległości ok. 150 metrów od świątyni znajduje się zabytkowy, czynny cmentarz prawosławny.

## Historia

### Pierwsze cerkwie w Sosnowicy
Parafia prawosławna w Sosnowicy powstała w I połowie XV wieku. Należała do dekanatu (namiestnictwa) chełmskiego eparchii chełmskiej. Według G. Pelicy pierwsza cerkiew w miejscowości, nosząca wezwanie Opieki Matki Bożej, powstała w latach 1522–1544. A. Wawryniuk i M. Gołoś podają, że wolno stojący prawosławny obiekt sakralny istniał w Sosnowicy już w 1468. Budynek ten przestał istnieć jeszcze w tym samym stuleciu. Nową cerkiew wzniesiono na jego miejscu w 1598. Była to już cerkiew unicka, gdyż do Kościoła unickiego przystąpił Dionizy Zbirujski, ostatni prawosławny biskup chełmski w jurysdykcji Patriarchatu Konstantynopolitańskiego. Decyzja ta została rozciągnięta na całą administraturę, chociaż nie wszystkie placówki duszpasterskie się z nią pogodziły. Obiekt wzniesiono z drewna. Z budynkiem cerkwi sąsiadowała dzwonnica i dwa cmentarze. W 1717 cerkiew w Sosnowicy jest wymieniana jako siedziba unickiej parafii podlegającej dekanatowi chełmskiemu diecezji chełmskiej.
Wzniesiona w końcu XVI w. świątynia istniała jeszcze w latach 70. XIX w., jednak jej stan techniczny był już w tym okresie bardzo zły. W 1875, wskutek likwidacji unickiej diecezji chełmskiej, obiekt znalazł się w rękach Rosyjskiego Kościoła Prawosławnego. Cerkiew służyła wówczas parafii liczącej według różnych szacunków od 1862 do nawet 2420 wiernych. Chociaż w okresie bezpośrednio poprzedzającym likwidację unii na Chełmszczyźnie parafian z Sosnowicy wymienia się wśród unitów protestujących przeciwko wymuszonym konwersjom na prawosławie, świątynia zmieniła właściciela bez aktów czynnego sprzeciwu ze strony miejscowej ludności, po tym, gdy prawosławie przyjął proboszcz parafii ks. Michał Somik. Pewna grupa unitów zdecydowanie niechętnych prawosławiu korzystała jeszcze z posługi religijnej miejscowego duchownego rzymskokatolickiego, który musiał z tego powodu opuścić Sosnowicę w 1876. W 1905, po wydaniu ukazu tolerancyjnego, z prawa do powrotu do wyznania katolickiego (w obrządku łacińskim) skorzystało w Sosnowicy 27 osób, a zatem niewielka mniejszość wszystkich parafian.
W 1890, z uwagi na zły stan techniczny cerkwi Opieki Matki Bożej i ubóstwo jej wyposażenia, zdecydowano o odrestaurowaniu obiektu, a następnie przeniesieniu go na cmentarz parafialny. Funkcje świątyni parafialnej miał przejąć nowy obiekt sakralny, któremu nadano wezwanie Świętych Piotra i Pawła. Budowa obiektu została sfinansowana z państwowego funduszu przeznaczonego na wznoszenie nowych cerkwi. W momencie przeniesienia szesnastowiecznej świątyni na cmentarz znajdowały się w niej następujące zabytkowe utensylia: dzwon z 1544, ośmioramienny krzyż kapłański, mniejszy krzyż oraz fragment królewskich wrót. Drewniana cerkiew cmentarna przetrwała do dziś (początek XXI w.) w stanie ruiny.

### Budowa i funkcjonowanie cerkwi Świętych Piotra i Pawła
Uroczystość położenia kamienia węgielnego pod nową cerkiew odbyła się 14 lipca 1891. Antymins dla cerkwi przekazał biskup chełmski i warszawski Flawian. Prace budowlane trwały trzy lata. Poświęcenia nowej świątyni dokonał biskup lubelski Gedeon 1 maja 1894. Budowę cerkwi prowadziła firma budowlana Moczanowa z Dyneburga. Obiekt wymagał częściowych remontów już po kilkunastu latach od oddania do użytku liturgicznego i w związku z tym był poddawany częściowej renowacji w latach 1906 i 1908–1910. Pięć lat po zakończeniu ostatniego remontu, w lipcu 1915, prawosławni mieszkańcy Sosnowicy zostali ewakuowani na wschód. Cerkiew pozostawała nieczynna do kwietnia 1918, gdy pierwsi z nich wrócili do rodzinnej miejscowości. Obowiązki proboszcza parafii pełnił od początku 1919 hieromnich Mitrofan (Stelmaszuk) z monasteru św. Onufrego z Jabłecznej, który równolegle obsługiwał także cerkiew św. Mikołaja w Dratowie. Mimo faktycznego otwarcia świątyni, jeszcze w 1919 Ministerstwo Wyznań Religijnych i Oświecenia Publicznego nie planowało uznania jej za siedzibę etatowej parafii. Decyzja ta musiała jednak zostać zmieniona, gdyż według danych z 1923 cerkiew w Sosnowicy była jedną z ośmiu czynnych świątyń prawosławnych w powiecie włodawskim oraz siedzibą jednej z siedmiu parafii w dekanacie włodawskim diecezji warszawsko-chełmskiej. W 1921 cerkiew służyła społeczności 127 miejscowych wyznawców prawosławia. W 1923 była już ponownie siedzibą parafii, jednej z piętnastu prawosławnych placówek duszpasterskich w dekanacie chełmskim diecezji warszawsko-chełmskiej.
W ramach wywózek ludności ukraińskiej do ZSRR, a następnie Akcji „Wisła”, wszyscy wyznawcy prawosławia zamieszkali w Sosnowicy, w liczbie 500 osób, musieli opuścić miejscowość. Porzucona cerkiew w latach 50. XX w. służyła jako magazyn gromadzki. Jej wyposażenie uległo w tym czasie całkowitemu zniszczeniu. Mimo to w 1963 proboszcz lubelskiej parafii ks. Piotr Kosacki podjął próbę przywrócenia świątyni do użytku liturgicznego, nielegalnie odprawiając nabożeństwo, za co władze zabroniły mu posługiwania na terenie całego powiatu. Zgodę na przywrócenie cerkwi w Sosnowicy do pierwotnych funkcji Polski Autokefaliczny Kościół Prawosławny otrzymał w 1966, jednak w latach 70. wykonano jedynie prace zabezpieczające cerkiew przed całkowitą ruiną, a zdewastowany budynek został odnowiony dopiero w latach 90. XX wieku. Dokonano wówczas napraw dachu i stolarki drzwiowej. Prace remontowe przedłużały się z powodu braku niezbędnych środków.  
Cerkiew w Sosnowicy od powstania diecezji lubelsko-chełmskiej (1989) do 2003 r. była filią soboru katedralnego w Lublinie, zaś w 2003 stała się placówką filialną parafii w Horostycie. Do 1997 pozostawała jednak nadal nieczynna. Od tego roku jest w niej odprawiana jedna Święta Liturgia rocznie w święto patronalne (12 lipca).
W 2012 trwała w niej kolejna faza prac remontowych, w ramach której m.in. odmalowano elewację świątyni, wymieniono stolarkę okienną w dzwonnicy, wymieniono pokrycie dachowe. Inwestycja była współfinansowana przez Ministerstwo Kultury i Dziedzictwa Narodowego. Z uwagi na fakt, że w Sosnowicy zamieszkuje niewielu wyznawców prawosławia, teren cerkiewny jest zaśmiecany, a jej ogrodzenie – dewastowane. W 2018 r. po zakończonym kompleksowym remoncie arcybiskup lubelski i chełmski Abel dokonał powtórnego poświęcenia świątyni. W czerwcu 2019 r. w sąsiedztwie cerkwi odsłonięto krzyż upamiętniający ihumena Mitrofana (Budźkę), który opiekował się sosnowicką cerkwią w latach 70. XX wieku.

## Architektura
Grzegorz Jacek Pelica wymienia jako autora projektu cerkwi w Sosnowicy Wiktora Syczugowa. Architekt ten opracował na potrzeby prawosławnej eparchii chełmsko-warszawskiej jedenaście planów świątyń. Paulina Cynalewska-Kuczma uważa, że autorstwo Syczugowa nie jest pewne, można je jednak z dużą dozą prawdopodobieństwa uznać z uwagi na wyraźne podobieństwa pewnych elementów cerkwi w Sosnowicy i cerkwi w Chłopkowie i Kosyniu, które z pewnością zostały wzniesione według projektów tego architekta. Cerkiew w Sosnowicy za dzieło Syczugowa uważa także Bronisław Seniuk.
Cerkiew w Sosnowicy wzniesiona jest na planie krzyża. Jest to obiekt jednonawowy; nawa ma kształt prostokąta i jest przykryta dachem czteropołaciowym, zwieńczonym cebulastą kopułą na ośmiobocznym bębnie. Niższe ramiona krzyża są wyodrębnione ryzalitowo, również na rzucie prostokąta, z dachami dwupołaciowymi. Prostokątny jest także przedsionek cerkwi, kryty dachem dwuspadowym. Pomieszczenie ołtarzowe cerkwi jest zamknięte poligonalnie. Dzwonnica cerkwi zlokalizowana jest nad przedsionkiem, od frontu. Również i tę część cerkwi wieńczy cebulasta kopuła na cylindrycznym bębnie. Z zewnątrz cerkiew zdobią obramowania okien oraz pojedyncze fryzy podokapowe, schodkowe, kostkowe i z cegieł układanych ukośnie. Całość reprezentuje styl bizantyjsko-rosyjski z elementami klasycystycznymi.

### Wyposażenie wnętrza

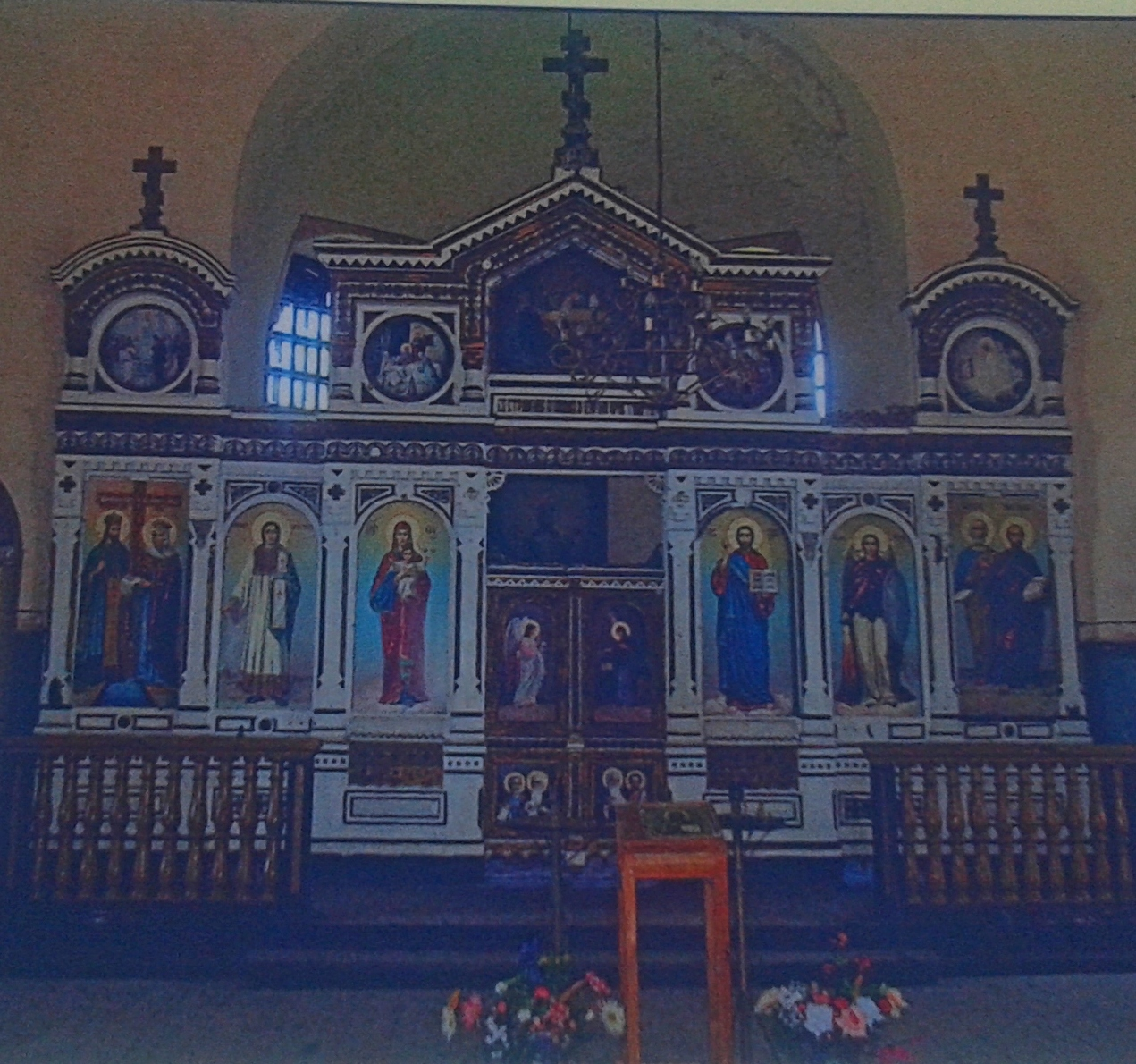
Ikonostas w cerkwi w Sosnowicy

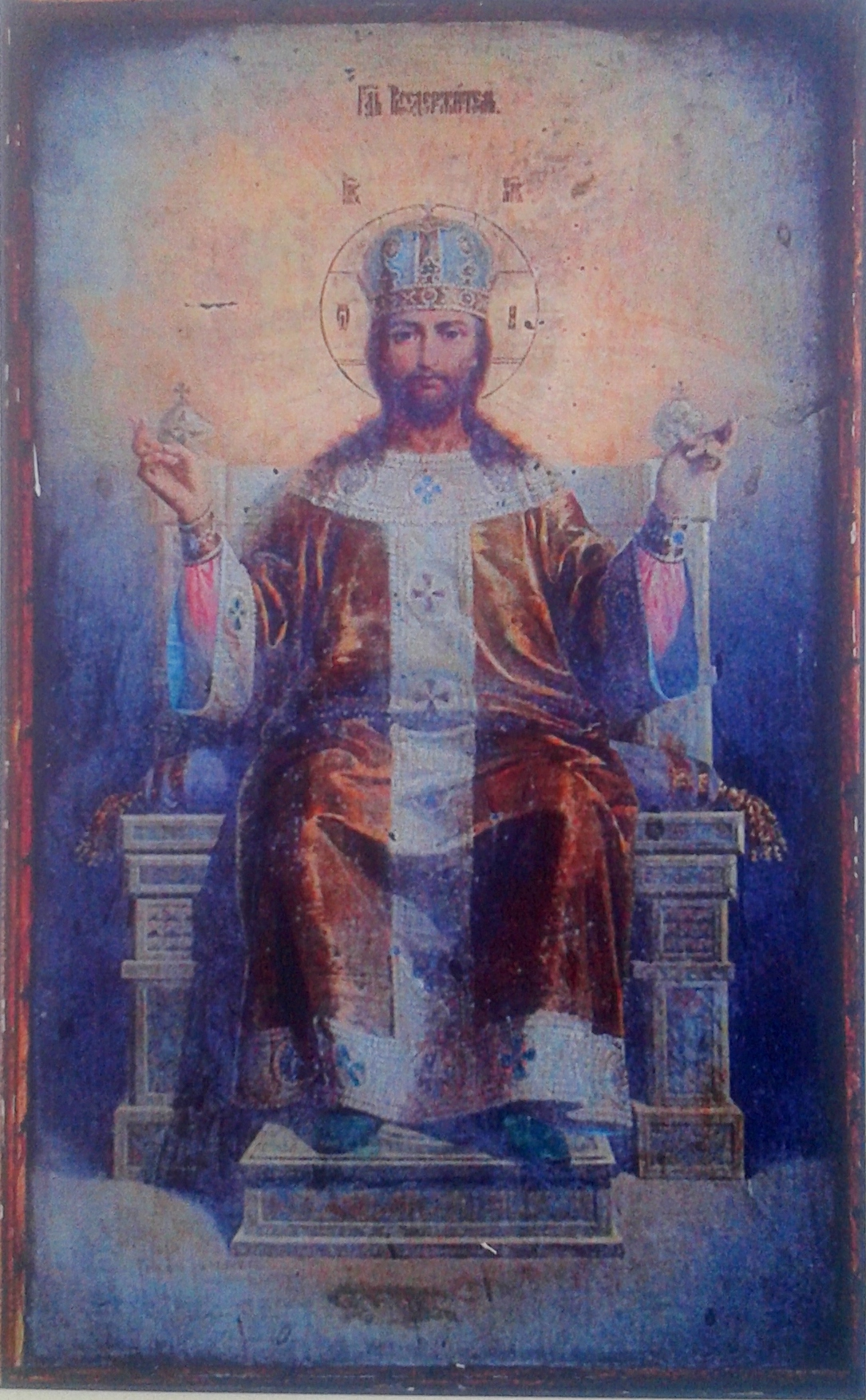
Ikona Chrystusa Pantokratora pochodząca z cerkwi

W cerkwi znajduje się dziewiętnastowieczny dwurzędowy ikonostas złożony z 15 wizerunków. Dziesięć z nich mieści się w niższym rzędzie, z czego cztery zdobią carskie wrota. Od lewej strony są to wizerunki św. Heleny i św. Konstantyna, św. Szczepana, Matki Bożej, Chrystusa Pantokratora, św. Michała Archanioła i patronów świątyni Świętych Piotra i Pawła. Drugi rząd ikonostasu składa się z czterech ikon: Ostatniej Wieczerzy, Narodzenia Matki Bożej, Zaśnięcia Matki Bożej i Zmartwychwstania Pańskiego. Ikona Ostatniej Wieczerzy została przeniesiona do ikonostasu z poprzedniej tego typu konstrukcji znajdującej się w sosnowickiej cerkwi. Cały ikonostas reprezentuje styl typowy dla rosyjskiej sztuki sakralnej II połowy XIX w.. W bocznych kiotach wystawionych w cerkwi znajdują się wizerunki świętych Włodzimierza i Olgi oraz Cyryla i Metodego. Kioty zostały podarowane miejscowej parafii przez późniejszego świętego, Jana Kronsztadzkiego.
Spośród ikon przechowywanych i czczonych w cerkwi w Sosnowicy zachowały się wizerunki Jezusa Chrystusa oraz św. Szczepana. Eksponowane są one obecnie (2012) w Muzeum Poleskiego Parku Narodowego z siedzibą w Urszulinie. Obrazy te zostały skradzione z cerkwi w latach 90. XX wieku i odzyskane na granicy polsko-ukraińskiej. Złodzieje wynieśli z budynku świątyni jeszcze inne ikony, po czym je zniszczyli. Częściowo przetrwały natomiast freski zdobiące wnętrze świątyni. Inne elementy wyposażenia (naczynia liturgiczne, szaty, mniejsze ikony) nie przetrwały i są dowożone do cerkwi w Sosnowicy przed świętem parafialnym z cerkwi w Horostycie.
Cerkiew została wpisana do rejestru zabytków 2 maja 1988 pod nr A/144/50.